# 李成君
李成君，中华人民共和国政治人物。
担任全国工商联执行委员。1954年，当选第一届全国人民代表大会代表。